# Terrorisme en 1958

## Événements

### Août
- 25 août, France : dans le cadre de la guerre d'Algérie, début d'une vague d'attentats par le Front de libération nationale sur l'ensemble du territoire métropolitain contre des postes de police, des casernes, des dépôts de carburants et autres intérêts économiques[1].